# Geranium bellum
Geranium bellum là một loài thực vật có hoa trong họ Mỏ hạc. Loài này được Rose mô tả khoa học đầu tiên năm 1906.